# Контрабанда

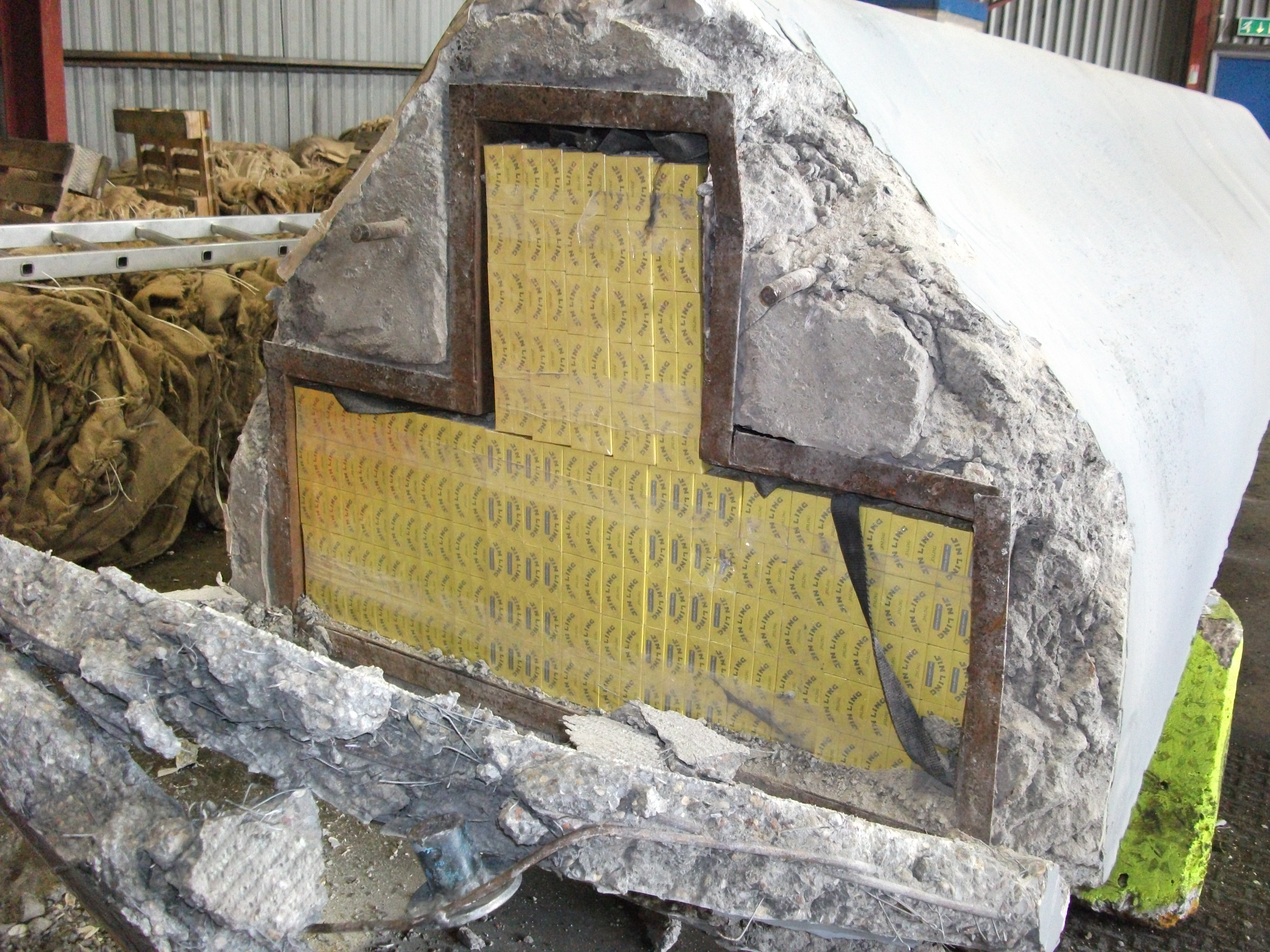
Сигареты, спрятанные в бетонный блок для контрабандного ввоза в Великобританию

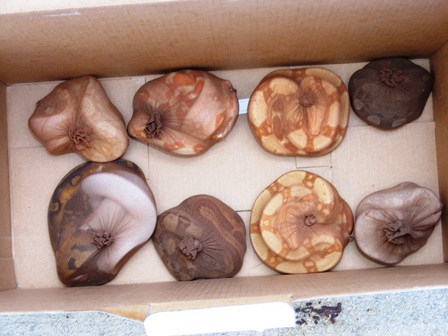
Змеи, контрабандно перевозимые в чулках, изъятые Погранично-таможенной службой США

Контраба́нда (итал. contrabando от contra «против» + bando «правительственный указ») или Тайный провоз товара — незаконное перемещение (провоз, пронос, доставка) через государственную границу товаров, ценностей и иных предметов, и контрабанда — товар, ценности и иные предметы, перевезённые (перенесённые, доставленные) таким образом (тайно).
Объектом контрабанды являются интересы либо общественные отношения, связанные с защитой внешнеэкономической деятельности.

## Предмет контрабанды
Предметом контрабанды в России, согласно разъяснению Пленума Верховного суда Российской Федерации в Постановлении № 6 от 27 мая 2008 года «О судебной практике по делам о контрабанде», в соответствии с п. 3 указанного Постановления, может являться любое перемещаемое через государственную границу движимое имущество, признаваемое товаром Таможенным кодексом Российской Федерации. Предметом контрабанды могут быть и иные не являющиеся товарами предметы (например, рукопись научной статьи или не имеющий цены товара объект интеллектуальной собственности на материальном носителе, промышленный образец). Также предметом контрабанды может выступать валюта РФ, иностранная валюта, дорожные чеки, внутренние и внешние ценные бумаги в документарной форме.

## Методы контрабанды
- В 2004 году контрабандисты на границе Эстонии и России сумели ввести в эксплуатацию нелегальный самодельный «водкопровод»; аналогичный действовал и на границе Латвии и Литвы[2].
- Контейнеры и тайники в обычных видах транспорта и носимом багаже.
- «Верблюд» или «мул» — применяется в основном для контрабанды наркотиков. Курьер глотает несколько десятков пакетов с "грузом" и отправляется обычным транспортом. Легко выявляется и при разрыве контейнера вызывает смерть курьера.
- Вооружённым путём. Происходит в основном в зонах локальных конфликтов.
- По подземным тоннелям, как существующим (например, старые коммуникации между Восточным и Западным Берлином), так и специально прокопанным.
- Гужевым и вьючным транспортом.
- С помощью внедорожного автотранспорта или на автомобилях там, где пограничного контроля нет.
- С помощью вездеходов.
- С помощью мелких судов, катеров, самодельных подводных и полуподводных лодок (наркосубмарины).
- С помощью радиоуправляемых беспилотных дронов[3].
- С помощью авиации общего назначения (наиболее известный пример — деятельность организованной ЦРУ авиакомпании «Эйр Америка», занимавшейся в Юго-Восточной Азии контрабандой оружия и наркотиков).
- С помощью дрессированных животных.
- C помощью артиллерийских орудий. Мелкие, но ценные объекты: валюта, слитки драгметаллов, драгоценные камни, позже — наркотики закладывались в оболочки снарядов вместо взрывчатки и выстреливались через границу или линию фронта. Столь экзотический способ контрабанды периодически использовался во время войн XVII—XX веков.
- С помощью ничего не знающего о контрабанде человека, которого просят довезти «посылку» с «товаром» до получателя.
- С использованием течения трансграничной реки.
- В похоронных и медицинских принадлежностях.
- Дипломатическим грузом.
- «Серый» груз — наиболее распространённая схема. Груз одного назначения при помощи коррумпированных госслужащих ввозится в страну под другим наименованием.

## Контрабанда как преступление, влекущее уголовную ответственность
Контрабанда в большинстве стран влечёт за собой, как правило, уголовную ответственность.

### Россия
В Российской Федерации уголовная ответственность за контрабанду была предусмотрена статьёй 188 Уголовного кодекса (УК РФ). Контрабанда отнесена к преступлениям в сфере внешнеэкономической деятельности. Однако эта статья утратила силу (Федеральный закон от 07.12.2011 N 420-ФЗ). Вместо неё в УК РФ введены 4 новые статьи:
- Ст. 200.1. Контрабанда наличных денежных средств и (или) денежных инструментов;
- Ст. 200.2. Контрабанда алкогольной продукции и (или) табачных изделий;
- Ст. 226.1. Контрабанда сильнодействующих, ядовитых, отравляющих, взрывчатых, радиоактивных веществ, радиационных источников, ядерных материалов, огнестрельного оружия или его основных частей, взрывных устройств, боеприпасов, оружия массового поражения, средств его доставки, иного вооружения, иной военной техники, а также материалов и оборудования, которые могут быть использованы при создании оружия массового поражения, средств его доставки, иного вооружения, иной военной техники, а равно стратегически важных товаров и ресурсов или культурных ценностей либо особо ценных диких животных и водных биологических ресурсов;
- Ст. 229.1. Контрабанда наркотических средств, психотропных веществ, их прекурсоров или аналогов, растений, содержащих наркотические средства, психотропные вещества или их прекурсоры, либо их частей, содержащих наркотические средства, психотропные вещества или их прекурсоры, инструментов или оборудования, находящихся под специальным контролем и используемых для изготовления наркотических средств или психотропных веществ.

В соответствии с ч. I ст. 188 УК РФ, под контрабандой как преступлением понималось перемещение в крупном размере через таможенную границу Российской Федерации товаров или иных предметов, совершённое помимо или с сокрытием от таможенного контроля либо с обманным использованием документов или средств таможенной идентификации, либо сопряжённое с недекларированием или недостоверным декларированием.

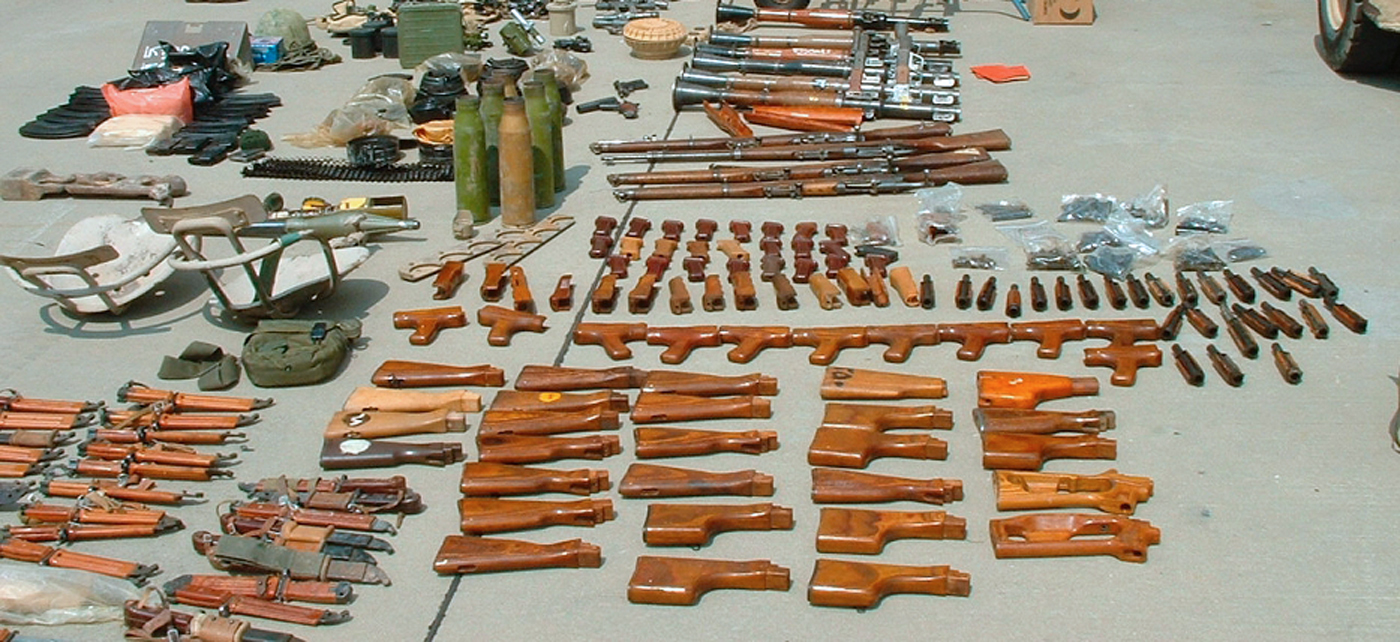
Конфискованная контрабандная партия оружия

В ч. II ст. 188 УК РФ был приведён перечень товаров (предметов), контрабанда которых влечёт более суровую уголовную ответственность:
- наркотические средства, психотропные вещества, их аналоги, инструменты и оборудование, находящиеся под специальным контролем и используемые для производства и изготовления наркотических средств и психотропных веществ;
- сильнодействующие, ядовитые, отравляющие, взрывчатые, радиоактивные вещества, радиационные источники, ядерные материалы;
- огнестрельное оружие, взрывные устройства, боеприпасы, оружие массового поражения, средства его доставки, иное вооружение, иная военная техника, а также материалы и оборудование, которые могут быть использованы при создании оружия массового поражения, средств его доставки, иного вооружения, иной военной техники, в отношении которых установлены специальные правила перемещения через таможенную границу Российской Федерации;
- стратегически важные сырьевые товары или культурные ценности, в отношении которых установлены специальные правила перемещения через таможенную границу Российской Федерации.

Размер контрабанды
Размер контрабанды формально определён в примечании к ст. 169 УК РФ. Крупной признаётся контрабанда товаров, таможенная стоимость которых превышает 1,5 млн рублей. При перемещении через границу незаконным путём товаров, стоимость которых составит менее полутора миллионов рублей, такое деяние не будет признано преступлением, но будет являться административным правонарушением.
В связи с введением санкций против России 28 июня 2022 года контрабанда была де-факто легализована в форме так называемого «параллельного импорта».

### Казахстан
В Казахстане уголовная ответственность за контрабанду предусмотрена статьями 234 и 286 Уголовного кодекса Республики Казахстан.
Ст. 234 «Экономическая контрабанда»:

1. Перемещение в крупном размере через таможенную границу Таможенного союза товаров или иных предметов, в том числе запрещенных или ограниченных к перемещению через таможенную границу товаров, вещей и ценностей, в отношении которых установлены специальные правила перемещения через таможенную границу, за исключением указанных в статье 286 настоящего Кодекса, совершенное помимо или с сокрытием от таможенного контроля либо с обманным использованием документов или средств таможенной идентификации, либо сопряженное с недекларированием или недостоверным декларированием, -
наказывается штрафом в размере до пятисот месячных расчетных показателей либо исправительными работами в том же размере, либо привлечением к общественным работам на срок до трехсот часов, либо арестом на срок до девяноста суток, с конфискацией имущества.
2. То же деяние, совершенное:
1) неоднократно;
2) лицом с использованием своего служебного положения;
3) с применением насилия к лицу, осуществляющему пограничный или таможенный контроль;
4) в особо крупном размере;
5) группой лиц по предварительному сговору, -
наказывается штрафом в размере до трех тысяч месячных расчетных показателей либо исправительными работами в том же размере, либо ограничением свободы на срок до трех лет, либо лишением свободы на тот же срок, с конфискацией имущества.
3. Деяния, предусмотренные частями первой или второй настоящей статьи, совершенные:
1) лицом, уполномоченным на выполнение государственных функций, либо приравненным к нему лицом, либо должностным лицом, либо лицом, занимающим ответственную государственную должность, если они сопряжены с использованием им своего служебного положения;
2) преступной группой, -
наказываются лишением свободы на срок от трех до восьми лет с конфискацией имущества, а в случаях, предусмотренных пунктом 1), с пожизненным лишением права занимать определенные должности или заниматься определенной деятельностью.

Ст. 286 «Контрабанда изъятых из обращения предметов или предметов, обращение которых ограничено»:

1. Перемещение через таможенную границу Таможенного союза помимо или с сокрытием от таможенного контроля либо с обманным использованием документов или средств таможенной идентификации, либо сопряженное с недекларированием или недостоверным декларированием, а равно незаконное перемещение через Государственную границу Республики Казахстан наркотических средств, психотропных веществ, их аналогов, прекурсоров, сильнодействующих, ядовитых, отравляющих, радиоактивных веществ, радиоактивных отходов или ядерных материалов, взрывчатых веществ, вооружения, военной техники, взрывных устройств, огнестрельного оружия или боеприпасов, ядерного, химического, биологического или других видов оружия массового поражения, материалов, оборудования или компонентов, которые могут быть использованы для создания оружия массового поражения, -
наказываются штрафом в размере до пяти тысяч месячных расчетных показателей либо исправительными работами в том же размере, либо ограничением свободы на срок до пяти лет, либо лишением свободы на тот же срок, с конфискацией имущества или без таковой.
2. Те же деяния, совершенные:
1) неоднократно;
2) должностным лицом с использованием своего служебного положения;
3) с применением насилия к лицу, осуществляющему пограничный или таможенный контроль;
4) группой лиц по предварительному сговору;
5) в отношении наркотических средств, психотропных веществ, их аналогов, прекурсоров в крупном размере, -
наказываются лишением свободы на срок от семи до двенадцати лет с конфискацией имущества.
3. Деяния, предусмотренные частями первой или второй настоящей статьи, совершенные преступной группой, -
наказываются лишением свободы на срок от десяти до пятнадцати лет с конфискацией имущества.
4. Деяния, предусмотренные частями первой, второй или третьей настоящей статьи, связанные с наркотическими средствами, психотропными веществами, их аналогами, совершенные в особо крупном размере, -
наказываются лишением свободы на срок от пятнадцати до двадцати лет либо пожизненным лишением свободы, с конфискацией имущества.

## Контрабанда табачных изделий
Высокие налоги резко сокращают потребление, поэтому контрабандный товар, поддерживая доступность табачных изделий, выгоден табачным компаниям. Контрабандисты отгружают контейнеры с табачными изделиями из стран с низкими налогами, таких как Россия и Украина, или из зон беспошлинной торговли, например, из Дубая или Панамы, в Западную Европу и Северную Америку, где уровень налогообложения намного выше. Всего один контейнер с сигаретами может принести прибыль в размере 1 миллиона долларов США.
Первой в истории контрабандой сигарет принято считать в начале 1990-х поставку в Канаду сигарет в обход уплаты акцизных сборов. Канадские табачные компании при экспорте сигарет из Канады в США не платили акцизных сборов. Прибывая в США, сигареты не облагались и американскими налогами. Затем сигареты доставлялись разными путями на северную границу США, откуда товар — вновь без уплаты акцизных сборов — поступал обратно в Канаду.

### Контрабанда и табачные компании
- В 1998 компания Northern Brands International, дочернее предприятие холдинга RJR Nabisco, в который входила американская табачная компания R.J. Reynolds (c 2004 г. американское подразделение этой компании принадлежит компании British American Tobacco), признала себя виновной в контрабанде сигарет в Канаду. Это был первый случай, когда американская табачная компания была признана виновной в соучастии в международной контрабанде сигарет[9].
- В 2008 г. компании Imperial Tobacco Canada Ltd (куплена British American Tobacco в 2000 г.) и Rothmans (сейчас принадлежит Philip Morris) признали себя виновным в пособничестве контрабанде сигарет из США в Канаду в конце 1980-х и в начале 1990-х гг.[8].
- По данным Международного консорциума журналистов-расследователей (ICIJ)[10] высокопоставленные сотрудники British American Tobacco, Philip Morris и R.J.Reynolds тесно работали с компаниями и отдельными лицами, непосредственно связанными с организованной преступностью в Гонконге, Канаде, Колумбии, Италии и США.
- В 2004 г. во избежание судебного процесса в Европейском Союзе по делу о контрабанде сигарет в 10 стран ЕС компания Philip Morris International заключила внесудебное соглашение, по которому обязалась предпринять серию мер по предотвращению контрабанды сигарет в будущем[11].

#### Контрабанда и Japan Tobacco
- Центр по исследованию коррупции и организованной преступности (OCCRP) пришел к выводу (на основании внутренних документов и переписки), что дистрибьюторы Japan Tobacco (JTI) были вовлечены в незаконную торговлю, а сама компания не предпринимала действий по пресечению контрабанды[7].
- В 2007 году JTI подписала с Европейской комиссией договор[8], по которому компания обязана предпринять серию мер по предотвращению контрабанды и активно расследовать все сообщения о возможных случаях контрабанды.
- В марте 2010 года частный детектив в Белграде составил электронную таблицу, в которую включил имена и номера телефонов юридических и физических лиц по всему миру, выявленных в ходе крупномасштабной операции европейских правоохранительных структур по борьбе с контрабандой. В список вошли 13 сотрудников и дистрибьюторов JTI[7].
- Внутренние расследователи (в группу внутренних расследований компании входят опытные специалисты, которые ранее работали в ЦРУ, британской полиции, спецназе США и других организациях) JTI уличили израильского дистрибьютора в контрабандном ввозе большого количества сигарет в Ирак и Бельгию[7].
- По данным полученным OCCRP, Россия и Ближний Восток являются центрами контрабандной деятельности дистрибьюторов JTI[7].
- Japan Tobacco приобрела две компании, давно подозреваемых в контрабанде — Gallaher и RJR Reynolds.Также JTI продолжает и расширяет своё сотрудничество с другой компанией, подозреваемой в незаконной торговле — IBCS Trading. Расследователи из подразделений JTI на Ближнем Востоке и в Азии сообщали о широкомасштабных контрабандных сделках IBCS в Ираке, Иране, на Кипре и в других странах в 2009—2010 годах. Расследователи JTI и специалисты по обеспечению контроля над качеством продукции в России и странах Балтии подробно описывали крупномасштабную контрабанду изделий компании её дистрибьюторами, в частности сигарет марки «Святой Георгий»[7].

## Контрабанда алкогольной продукции
Алкогольная продукция — один из первых товаров, который стали нелегально провозить и продавать. Так, ещё в древнем Риме купцы привозили вина в провинцию и потом, маскируя вино под оливковое масло, провозили его на территорию города. Расцветать контрабанда начала после XVII века. Государства несут огромные экономические потери из-за контрабанды алкогольной продукции. Например, бюджет Казахстана теряет около 3 млрд тенге. В Эстонии в 2007 году контрабандного алкоголя было около 1,1-1,8 млн литров, потери государства от недополученного налога составили почти 96 млн крон. В России по данным РАР, в 2014 году доля нелегального алкоголя достигала 50 %: это заводская водка, при производстве которой не уплачен акцизный сбор, суррогаты (например, самогон) и контрабанда из стран Таможенного союза — Белоруссии и Казахстана, где водка значительно дешевле, чем в России.

## Контрабанда редких животных
Контрабанда диких животных является одной из самых доходных форм организованной преступности. В 2010 году только в Азии незаконный оборот слоновой кости, рога носорога, костей и других частей тела тигра составил около 75 млн. долл. США. Множество более мелких видов диких животных также убиваются браконьерами, которые незаконно охотятся на них с целью изготовления лекарственных препаратов, используемых в народной медицине, продуктов питания или украшений. Чем реже встречается вид, тем больше спрос на части его тела, и, соответственно, выше цена на них. Некоторые виды отлавливают живыми, чтобы продать желающим приобрести экзотических домашних животных.

## Контрабанда в искусстве
Контрабанда не раз являлась основообразующим сюжетом для многих произведений искусства.
- «Тамань» — глава из романа «Герой нашего времени» М. Ю. Лермонтова
- «Контрабандисты» — стихотворение Эдуарда Багрицкого, по которому группой «Территория» создана музыкальная композиция «Чёрное море»
- «Кармен» — повесть Проспера Мориме и опера Жоржа Бизе: главные персонажи — контрабандисты
- «Челкаш» — рассказ Максима Горького
- «Бриллианты вечны» и «Голдфингер» — романы о контрабандистах Яна Флеминга из серии про Джеймса Бонда
- «Бриллиантовая рука» — советская кинокомедия, 1968
- «Контрабанда» — советский фильм 1974 года
- «Контрабанда» — американский фильм 2012 года
- «Ралли» — советский фильм, 1978
- «Таможня» — советский фильм, 1982
- в фильмах киносаги «Звёздные войны» контрабандистами являются Хан Соло, Чубакка, Лэндо Калриссиан, Маз Каната и некоторые другие персонажи
- в сериале «Граница. Таёжный роман» герой Алексея Гуськова Никита Голощёкин — контрабандист
- в сериале «Светлячок» и фильме «Миссия „Серенити“» главные персонажи — контрабандисты
- у группы «Мельница» есть песня «Контрабанда»
- у группы «Мумий Тролль» есть песня «Контрабанды»